# Brock Adams
Brockman Adams, detto Brock (Atlanta, 13 gennaio 1927 – Stevensville, 10 settembre 2004), è stato un politico statunitense, senatore per lo stato di Washington dal 1987 al 1993 ed in precedenza Segretario dei Trasporti sotto la presidenza di Jimmy Carter dal 1977 al 1981. Ancor prima, Adams ha servito come membro della Camera dei Rappresentanti per lo stato di Washington dal 1965 al 1977.

## Biografia
Nato ad Atlanta e cresciuto a Portland, Adams frequentò l'università a Seattle e successivamente si laureò in legge ad Harvard.
Entrato in politica con il Partito Democratico, nel 1964 venne eletto alla Camera dei Rappresentanti e fu riconfermato per altri cinque mandati, finché nel gennaio del 1977 abbandonò il seggio per accettare l'incarico di Segretario dei Trasporti offertogli dal Presidente Carter. Adams lasciò il posto poco più di due anni dopo e tornò al settore privato lavorando come avvocato e lobbista.
Nel 1986 si candidò al Senato contro il repubblicano in carica Slade Gorton e riuscì a sconfiggerlo di misura. Nel 1992 decise di non chiedere un secondo mandato per via di alcune accuse di molestie sessuali che lo avevano riguardato e si ritirò definitivamente dalla vita politica.
Morì il 10 settembre 2004, all'età di 77 anni, per via di alcuni problemi dovuti alla malattia di Parkinson che lo affliggeva da qualche tempo.